# ヴィターリス・マクシメンコ
ヴィターリス・マクシメンコ（Vitālijs Maksimenko、1990年12月8日 - ）はラトビア出身のサッカー選手。ポジションはDF（センターバック、左サイドバック）。ラトビア代表。

## 経歴

### クラブ
スコント・リガのアカデミーでプレーをはじめ、13歳の時にダウガヴァ90の下部組織に移籍。2008年よりトップチームに昇格し、翌2009年にデビューを果たした。
2009年シーズン終了後、ロシア・プレミアリーグのロコモティフ・モスクワ とCSKAモスクワのトライアルに参加した。その後、CSKAモスクワにシーズン終了までのレンタルで加入した。
2010年シーズン前、ラトビアに戻りスコント・リガのトレーニングに帯同した。そこでのプレーが評価され、3月15日に正式に契約を結んだ。
2012年シーズン終了後、EFLチャンピオンシップに所属するブライトン・アンド・ホーヴ・アルビオンFCのトライアルに参加した。プレミアリーグやチャンピオンシップの他クラブも獲得に興味を示していたが、2013年1月5日にブライトンと2年半契約を結んだ。
2013年3月18日、EFLリーグ1のヨーヴィル・タウンFCに1ヶ月の短期レンタルで加入。
2014年1月24日、スコティッシュ・プレミアシップのキルマーノックFCにシーズン終了までのレンタルで加入。
2014年9月1日、エールステ・ディヴィジのVVVフェンローにレンタル移籍。
2017年6月30日、ブルク＝ベット・テルマリカ・ニエチェツァに加入。
2020年1月24日、大宮アルディージャに完全移籍で加入することが発表された。シーズン終了後、契約満了により大宮を退団。
2021年2月12日、オリンピア・リュブリャナに復帰した。

### 代表
ユース年代からラトビア代表に選出されている。
2012年8月15日、モンテネグロ代表との親善試合でフル代表初召集。
2013年2月6日、日本代表との親善試合で途中出場しフル代表デビュー。

## 個人成績
| 国内大会個人成績 | 国内大会個人成績 | 国内大会個人成績 | 国内大会個人成績 | 国内大会個人成績 | 国内大会個人成績 | 国内大会個人成績 | 国内大会個人成績 | 国内大会個人成績 | 国内大会個人成績 | 国内大会個人成績 | 国内大会個人成績 |
| 年度             | クラブ           | 背番号           | リーグ           | リーグ戦         | リーグ戦         | リーグ杯         | リーグ杯         | オープン杯       | オープン杯       | 期間通算         | 期間通算         |
| 年度             | クラブ           | 背番号           | リーグ           | 出場             | 得点             | 出場             | 得点             | 出場             | 得点             | 出場             | 得点             |
| 日本             | 日本             | 日本             | 日本             | リーグ戦         | リーグ戦         | リーグ杯         | リーグ杯         | 天皇杯           | 天皇杯           | 期間通算         | 期間通算         |
| ---------------- | ---------------- | ---------------- | ---------------- | ---------------- | ---------------- | ---------------- | ---------------- | ---------------- | ---------------- | ---------------- | ---------------- |
| 2020             | 大宮             | 4                | J2               | 17               | 0                | -                | -                |                  |                  |                  |                  |
| 通算             | 日本             | 日本             | J2               | 17               | 0                | -                | -                |                  |                  |                  |                  |
| 総通算           | 総通算           | 総通算           | 総通算           | 17               | 0                | 0                | 0                |                  |                  |                  |                  |

## 代表歴

### 試合数
- 国際Aマッチ 54試合 1得点（2013年-）[15]

| ラトビア代表 | 国際Aマッチ | 国際Aマッチ |
| 年           | 出場        | 得点        |
| ------------ | ----------- | ----------- |
| 2013         | 9           | 0           |
| 2014         | 3           | 0           |
| 2015         | 7           | 1           |
| 2016         | 9           | 0           |
| 2017         | 7           | 0           |
| 2018         | 7           | 0           |
| 2019         | 9           | 0           |
| 2020         | 0           | 0           |
| 2021         | 2           | 0           |
| 2022         | 0           | 0           |
| 2023         | 0           | 0           |
| 2024         | 1           | 0           |
| 通算         | 54          | 1           |

## タイトル
スコント・リガ
- ヴィルスリーガ: 2010
- バルティックリーグ: 2011-10
- ラトビヤス・カウス: 2011-12

オリンピア・リュブリャナ
- スロベニア・カップ: 2018–19